# Ozero Tëploe
Der Ozero Serp (englische Transkription von russisch Озеро Тёплое Osero Tjoploje, deutsch ‚Warmer See‘) ist ein See in den Prince Charles Mountains des ostantarktischen Mac-Robertson-Lands. Er liegt südöstlich des Radok Lake am südöstlichen Ausläufer der Aramis Range.
Russische Wissenschaftler benannten ihn.